# Spolkový statistický úřad
Spolkový statistický úřad (německy Statistisches Bundesamt, také nazývaný Destatis) je německý úřad spadající pod Spolkové ministerstvo vnitra. Obecně se zabývá hlavně statistikou týkající se státu, jeho hospodářství, obyvatelstva, společnosti a podobně.
Hlavní sídlo úřadu je ve Wiesbadenu, s velkou pobočkou v Bonnu a úřadovnou v Berlíně. K roku 2014 měl Spolkový statistický úřad celkově 2419 pracovníků (úředníků a zaměstnanců). K 1. lednu 2019 byl počet pracovníků již jen 1800. Celkový rozpočet úřadu pro rok 2019 činil 277,11 milionů eur.
Prezidentem (generálním ředitelem) úřadu byl v letech 2015–2017 Dieter Sarreither. Od 16. října 2017 je Georg Thiel (* 1957) jeho 11. prezidentem. Prezident úřadu zastává zároveň funkci vedoucího voleb pro Spolkovou republiku Německo jako celek (Bundeswahlleiter).